# ریچبورگ (کارولینای جنوبی)
ریچبورگ(به انگلیسی: Richburg) شهری در ایالت کارولینای جنوبی کشور ایالات متحده آمریکا است که جمعیت آن در سرشماری سال ۲۰۱۰ میلادی، ۲۷۵ نفر بوده‌است.